# Canton de Coligny
Le canton de Coligny est une ancienne division administrative française, située dans le département de l'Ain en région Auvergne-Rhône-Alpes.

## Géographie
Ce canton était organisé autour de Coligny dans l'arrondissement de Bourg-en-Bresse. Son altitude variait de 187 m pour Beaupont à 575 m pour Coligny, avec une moyenne de 240 m.

## Histoire

Localisation du canton dans l'Ain avant 2015.

- De 1833 à 1839, les cantons de Coligny et de Treffort avaient le même conseiller général. Le nombre de conseillers généraux était limité à 30 par département[1].
- Conformément au décret du 13 février 2014[2], en application de la loi du 17 mai 2013 prévoyant le redécoupage des cantons français, le canton disparaît à l'issue des élections départementales de mars 2015.

## Représentation

### Conseillers généraux de 1833 à 2015
| Période | Période      | Identité                      | Étiquette                | Qualité |
| ------- | ------------ | ----------------------------- | ------------------------ | --- |
| 1833    | 1839         | Charles Marron de Meillonnas  |                          | Ancien officier de cavalerie, propriétaire à Bourg                                                                              |
| 1839    | 1860 (décès) | Adrien Leroi de la Tournelle  | Majorité ministérielle   | Magistrat - Député (1840-1848)                                                                                                  |
| 1860    | 1865 (décès) | Pierre Cancalon               |                          | Maire de Coligny |
| 1865    | 1871         | Joachim Jeandet               |                          | Président du Tribunal de Bourg                                                                                                  |
| 1871    | 1877         | Gustave Bondet                | Républicain              | Notaire à Verjon |
| 1877    | 1908 (décès) | Joseph Pochon                 | Extrême gauche puis Rad. | Propriétaire - Maire de Marboz (1870-1873 et 1874-) Député (1883-1902) Sénateur (1901-1908) Président du Conseil Général        |
| 1908    | 1925         | Léon Picquet                  | Rad.                     | Directeur du Crédit foncier à Bourg-en-Bresse Maire de Marboz (1908-1919)                                                       |
| 1925    | 1940         | Gabriel du Marché (1874-1941) | Conservateur FR          | Docteur en droit, propriétaire Maire de Marboz (1919-1941)                                                                      |
|         |              |                               |                          | |
| 1942    | 1945         | Maurice Jacques (1890-1957)   |                          | Maire de Marboz Nommé conseiller départemental en 1942                                                                          |
|         |              |                               |                          | |
| 1945    | 1955         | Charles Robin                 | MRP                      | Clerc de notaire à Marboz |
| 1955    | 1979         | Louis Robin                   | DVG puis FGDS puis PS    | Assureur-conseil Conseiller municipal de Marboz Député (1981-1986) Maire de Bourg-en-Bresse (1977-1985)                         |
| 1979    | 1998         | Marc Vulin                    | UDF-CDS                  | Inséminateur Maire de Coligny (1980-1995)                                                                                       |
| 1998    | 2011         | Jean Bernadac                 | DVD puis UMP             | Pharmacien Maire de Coligny (1995-2014) Suppléant de Xavier Breton (Député de la première circonscription de l'Ain) (2002-2012) |
| 2011    | 2015         | Alain Gestas                  | DVG                      | Cadre territorial Maire de Marboz (2008-2020)                                                                                   |

### Conseillers d'arrondissement (de 1833 à 1940)
| Période                                  | Période | Identité                            | Étiquette           | Qualité |
| ---------------------------------------- | ------- | ----------------------------------- | ------------------- | --- |
| 1833                                     | 1845    | Ferdinand Favre                     |                     | Juge de paix à Coligny                                                                                      |
| 1845                                     | 1848    | Marie Victor Bondet (1794-1851)     |                     | Notaire, maire de Verjon (1823-1850)                                                                        |
| 1848                                     | 1852    | Jean Claude Auguste Convert         |                     | Propriétaire à Coligny                                                                                      |
| 1852                                     | 1861    | Victor Revel (1818-1875)            |                     | Notaire, maire de Coligny                                                                                   |
| 1861                                     | 1883    | Adolphe Dupré (1817-1903)           |                     | Notaire à Marboz, Président du Conseil d'arrondissement                                                     |
| 1883                                     | 1889    | Henri-Albert Bouchoux               |                     | Propriétaire à Beaupont                                                                                     |
| 1889                                     | 1919    | Jean-Claude Pelletier               | Républicain Radical | Docteur, maire de Coligny                                                                                   |
| 1919                                     | 1940    | François-Joseph Perdrix (1867-1962) |                     | Cultivateur, maire de Bény (1910-1945)                                                                      |
| 1940                                     |         |                                     |                     | Les conseils d'arrondissement ont été suspendus par la loi du 12 octobre 1940 et n'ont jamais été réactivés |
| Les données manquantes sont à compléter. |         |                                     |                     | |

Source : Journal Le Courrier de l'Ain sur le site des archives départementales.

## Composition
Le canton de Coligny regroupait neuf communes :
| Nom                 | Code Insee | Intercommunalité                | Population (dernière pop. légale) |
| ------------------- | ---------- | ------------------------------- | --------------------------------- |
| Coligny (chef-lieu) | 01108      | CA du Bassin de Bourg-en-Bresse | 1 198 (2014)                      |
| Beaupont            | 01029      | CA du Bassin de Bourg-en-Bresse | 678 (2014)                        |
| Bény                | 01038      | CA du Bassin de Bourg-en-Bresse | 731 (2014)                        |
| Domsure             | 01147      | CA du Bassin de Bourg-en-Bresse | 476 (2014)                        |
| Marboz              | 01232      | CA du Bassin de Bourg-en-Bresse | 2 205 (2014)                      |
| Pirajoux            | 01296      | CA du Bassin de Bourg-en-Bresse | 396 (2014)                        |
| Salavre             | 01391      | CA du Bassin de Bourg-en-Bresse | 293 (2014)                        |
| Verjon              | 01432      | CA du Bassin de Bourg-en-Bresse | 261 (2014)                        |
| Villemotier         | 01445      | CA du Bassin de Bourg-en-Bresse | 664 (2014)                        |

## Démographie
| 1962  | 1968  | 1975  | 1982  | 1990  | 1999  | 2006  | 2011  | 2012  |
| ----- | ----- | ----- | ----- | ----- | ----- | ----- | ----- | ----- |
| 6 134 | 5 704 | 5 347 | 5 563 | 5 792 | 5 994 | 6 422 | 6 727 | 6 802 |